# ATP Challenger Zagreb
Das ATP Challenger Zagreb (offiziell: Zagreb Open) ist ein von 1996 bis 2011 sowie seit 2021 stattfindendes Tennisturnier in Zagreb. Es ist Teil der ATP Challenger Tour und wird im Freien auf Sandplatz ausgetragen. Tom Vanhoudt ist mit zwei Titeln im Doppel Rekordsieger des Turniers.

## Liste der Sieger

### Einzel
| Jahr                         | Sieger              | Finalgegner           | Ergebnis       |
| ---------------------------- | ------------------- | --------------------- | -------------- |
| 2025                         | Dino Prižmić        | Luca Van Assche       | 6:2 aufgg.     |
| 2024                         | Damir Džumhur       | Luka Mikrut           | 7:5, 6:0       |
| 2023: nicht ausgetragen      |                     |                       |                |
| 2022                         | Filip Misolic       | Mili Poljičak         | 6:3, 7:66      |
| 2021                         | Sebastián Báez      | Juan Pablo Varillas   | 3:6, 6:3, 6:1  |
| 2012–2020: nicht ausgetragen |                     |                       |                |
| 2011                         | Diego Junqueira     | João Souza            | 6:3, 6:4       |
| 2010                         | Juri Schtschukin    | Santiago Ventura      | 6:3, 7:5       |
| 2009                         | Marcos Daniel       | Olivier Rochus        | 6:3, 6:4       |
| 2008                         | Christophe Rochus   | Carlos Berlocq        | 6:3, 6:4       |
| 2007                         | Janko Tipsarević    | Júlio Silva           | 3:6, 6:3, 6:3  |
| 2006                         | Daniel Elsner       | Victor Crivoi         | 4:6, 6:1, 6:2  |
| 2005                         | Ivan Ljubičić       | Jan Minář             | 6:4, 6:2       |
| 2004                         | Adrián García       | Rubén Ramírez Hidalgo | 6:3, 7:5       |
| 2003                         | Kristof Vliegen     | Rubén Ramírez Hidalgo | 6:1, 4:6, 6:0  |
| 2002                         | Luis Horna          | Dominik Hrbatý        | 6:2, 6:1       |
| 2001                         | Jacobo Díaz         | Albert Montañés       | 7:65, 3:6, 6:2 |
| 2000                         | Gastón Etlis        | Agustín Calleri       | 6:3, 7:5       |
| 1999                         | Andrea Gaudenzi     | Julien Boutter        | 6:1, 6:4       |
| 1998                         | Jiří Novák          | Mariano Puerta        | 7:5, 6:1       |
| 1997                         | Alberto Berasategui | Ivan Ljubičić         | 6:1, 6:2       |
| 1996                         | Sargis Sargsian     | Marcos Aurelio Górriz | 6:4, 6:4       |

### Doppel
| Jahr                         | Sieger                                        | Finalgegner                            | Ergebnis          |
| ---------------------------- | --------------------------------------------- | -------------------------------------- | ----------------- |
| 2025                         | Matej Dodig Nino Serdarušić                   | Luka Mikrut Mili Poljičak              | 6:4, 6:4          |
| 2024                         | Jonathan Eysseric Quentin Halys               | Alexandru Jecan Henrique Rocha         | 6:4, 6:4          |
| 2023: nicht ausgetragen      |                                               |                                        |                   |
| 2022                         | Adam Pavlásek Igor Zelenay                    | Domagoj Bilješko Andrei Tschepelew     | 4:6, 6:3, [10:2]  |
| 2021                         | Evan King Hunter Reese                        | Andrei Golubew Alexander Nedowessow    | 6:2, 7:64         |
| 2012–2020: nicht ausgetragen |                                               |                                        |                   |
| 2011                         | Daniel Muñoz de la Nava Rubén Ramírez Hidalgo | Mate Pavić Franko Škugor               | 6:2, 7:610        |
| 2010                         | Andre Begemann Matthew Ebden                  | Rubén Ramírez Hidalgo Santiago Ventura | 7:65, 5:7, [10:3] |
| 2009                         | Peter Luczak Alessandro Motti                 | Brendan Evans Ryan Sweeting            | 6:4, 6:4          |
| 2008                         | Ivan Dodig Júlio Silva                        | Serhij Stachowskyj Tomáš Zíb           | 6:4, 7:61         |
| 2007                         | Tomas Behrend André Ghem                      | James Auckland Jamie Delgado           | 6:2, 6:1          |
| 2006                         | Yves Allegro Michal Mertiňák                  | Julien Jeanpierre Nicolas Renavand     | 6:1, 6:2          |
| 2005                         | Gabriel Trifu Tom Vanhoudt (2)                | Enzo Artoni Martín Vassallo Argüello   | 6:2, 4:6, 7:5     |
| 2004                         | Karol Beck Jaroslav Levinský                  | Jordan Kerr Tom Vanhoudt               | 6:2, 7:64         |
| 2003                         | Lucas Arnold Ker Mariano Hood                 | Simon Aspelin Todd Perry               | 6:1, 6:3          |
| 2002                         | Dick Norman Tom Vanhoudt (1)                  | Jordan Kerr Grant Silcock              | 6:3, 4:6, 6:3     |
| 2001                         | Enzo Artoni Andrés Schneiter                  | Aleksandar Kitinov Alexandre Simoni    | 6:75, 6:4, 6:4    |
| 2000                         | Michaël Llodra Diego Nargiso                  | Eduardo Nicolás Germán Puentes         | 6:2, 6:3          |
| 1999                         | Ivan Ljubičić Lovro Zovko                     | Jerôme Hanquez Régis Lavergne          | 6:3, 6:0          |
| 1998                         | Julián Alonso Mariano Puerta                  | Eduardo Nicolás Germán Puentes         | 6:1, 6:4          |
| 1997                         | David Roditi Tomáš Anzari                     | Brandon Coupe Paul Rosner              | 3:6, 7:6, 7:6     |
| 1996                         | Donald Johnson Jack Waite                     | Clinton Ferreira Andrei Pavel          | 3:6, 6:1, 6:0     |